# Бразильско-тринидадские отношения
Бразильско-тринидадские отношения — двусторонние дипломатические отношения между Бразилией и Тринидадом и Тобаго. 

## История
В 1942 году было открыто вице-консульство Бразилии в Порт-оф-Спейне, что стало первым шагом в отношениях между странами. В 1965 году было учреждено посольство Бразилии в Порт-оф-Спейне и установлены официальные дипломатические отношения. В 2008 году  премьер-министр Тринидада и Тобаго Патрик Маннинг посетил с официальным визитом Бразилию, где подписал 4 соглашения, включая соглашение по энергетике. В 2009 году президент Бразилии Луис Инасиу Лула да Силва и министр внешних связей Селсу Аморим посетили Тринидад и Тобаго для участия в Саммите Америк. В течение последнего десятилетия высшие должностные лица Тринидада и Тобаго и Бразилии продолжали осуществлять государственные визиты, что способствует улучшению отношений.

## Торговля
В 2017 году Тринидад и Тобаго импортировал товаров в Бразилию на сумму 205 миллионов долларов США. В 2012 году объем товарооборота между странами составил сумму 1 млрд. долларов США. Основными статьями экспорта являются нефтепродукты и нефть. Тринидад и Тобаго отправил техников в Бразилию для обучения производству продуктов питания
.

## Дипломатические представительства
Бразилия имеет посольство в Порт-оф-Спейне, а Тринидад и Тобаго содержит посольство в Бразилиа.